# Angelo Aligia

Angelo Aligia

Angelo Aligia (* 1959 in Maierà, Provinz Cosenza, Italien) ist ein italienischer Bildhauer.

## Leben
Angelo Aligia wurde 1959 in Maierà (Cosenza) geboren. Als junger Künstler beschäftigte er sich vor allem mit dem Zeichnen, widmete sich dann der Bildhauerei. Seine früheren Skulpturen aus den 1980er-Jahren lassen sich auf Erfahrungen der historischen Avantgarde zurückführen und entwickelten sich im Laufe der Zeit zu freien und experimentellen Kompositionen.
Aligia beteiligte sich an zahlreichen Einzelausstellungen an öffentlichen Plätzen und in privaten Galerien in Italien und im Ausland, unter anderem „II Canto Delle Pietre Stille“ (Der Gesang der stillen Steine) (Rom, Archivio di Stato, S. Ivo alla Sapienza, 2004), „In attesa del vento“ (Warten auf den Wind) (Rom, Complesso Monumentale del Vittoriano, 2008); „Terra vento pietra“ (Erde Wind Stein) (Cosenza, Galleria Nazionale, 2010). Er nahm an der 54. Biennale von Venedig, Italien-Pavillon, Region Kalabrien teil.
Außerdem schuf er zahlreiche Skulpturen für den öffentlichen Raum.
Er lebt und arbeitet in Italien, Maierà (Cosenza).

## Werk
Der künstlerische Weg von Angelo Aligia basiert auf der Wiederentdeckung und Überarbeitung von überkommenen Materialien, Werkzeugen, Bräuchen und Traditionen.
Aligia hat zunächst mit Olivenholz gearbeitet und schuf eine Serie von Skulpturen, die plastischen Verformungen in der Natur hervorheben. Im Anschluss arbeitete er über einen längeren Zeitraum mit kalabrischem Kalkstein. In Anlehnung und in der Tradition der alten kalabrischen Technik des Trockenmaue baus entstanden eine Reihe von minimalistischen Werken mit monumentaler Wirkung: Gigantische Kugeln, Würfel, Tische und Stühle erscheinen als rätselhafte Relikte vergangener Zeiten.
Typisch für Aligia ist die Verwendung unterschiedlicher Materialien: Erdarten, Lehm, Stöcke,  Bronze und Verarbeitung regionalen Früchten wie Zitronen und Feigen. Er arbeitet mit bestimmten Elementen aus der Natur oder der Kultur eines bestimmten Ortes auf, reduziert sie und schafft damit eine eigene Synthese. Dabei gibt er ihnen neue Bedeutungen und Konnotationen. Die Arbeiten drücken daher in ihrer raffinierten Einfachheit den Geist der Orte aus, an denen der Künstler arbeitet und sind lebendige, einzigartige und unwiederholbare Zeitzeugen.

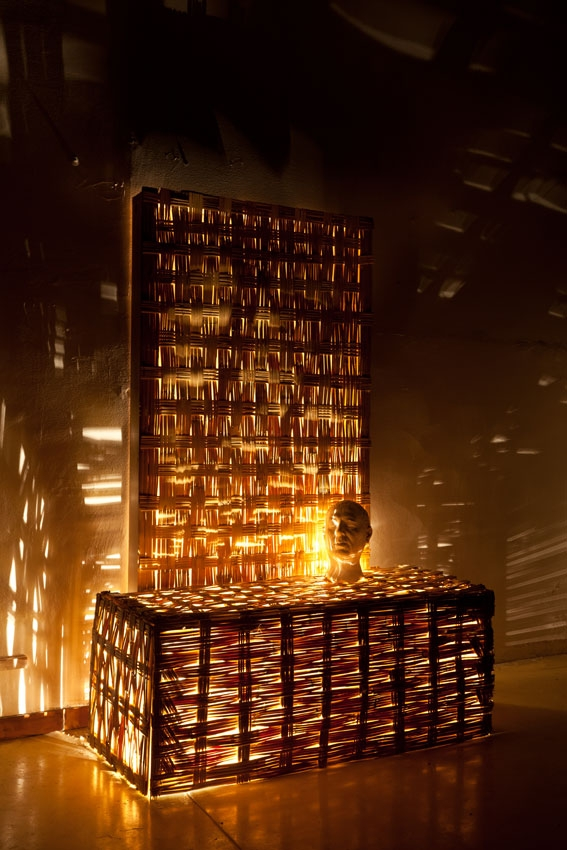